# Борец двуцветковый
Боре́ц двуцветковый (лат. Aconitum biflorum) — многолетнее травянистое растение, вид рода Борец (Aconitum) семейства Лютиковые (Ranunculaceae).

## Распространение и экология
Ареал вида охватывает Монголию, Западную (Алтайские горы) и Восточную Сибирь (Саяны).
Произрастает по осыпям.

## Ботаническое описание
Клубни округлые, величиной с горошину, тёмно-коричневые, усажены тонкими корнями. Стебель прямой, круглый, высотой 15—40 см, голый, только в самой верхней части покрыт густым коротким пушком из прямых отстоящих волосков.
Стеблевые листья в числе 2—3, нижние — 1—2; все на длинных, 5—12 см, черешках, верхний — сидячий или на коротком черешке. Пластинка листа округлая, в поперечнике 3—5 см, до основания дланевидно-раздельная на 5 долей длиной 16—25 мм и почти одинаковой ширины (2—4 мм) в нерассечённой части; в свою очередь глубоко разделены на линейные, цельнокрайные дольки, длиной 5—20 мм и шириной 1—2 мм/
Соцветие — малоцветковая, верхушечная, сжатая кисть из 2 или нескольких цветков, длиной 1,5—1,8 см, шириной 1—1,5 см, голубых, сидящих на коротких, 4—6 мм, цветоножках. Шлем низкий, ладьевидный, высотой 5—7 мм, длиной 10—15 мм, шириной на уровне носика 10—15 мм; боковые доли околоцветника округло-треугольные, длиной 13—15 мм, шириной 10—12 мм; нижние доли туповатые, широколанцетные, длиной до 10 мм, шириной до 5 мм. Нектарники маленькие, бледно-голубые, с нитевидным, слегка согнутым ноготок, шпорец отсутствует.
Листовки длиной около 10 мм, шириной 4 мм, слегка пушистые или почти голые. Семена почти трёхгранные, остроребристые, длиной 2,3 мм, шириной 1,5—1,6 мм.

## Таксономия
Вид Борец двуцветковый входит в род Борец (Aconitum) трибы Живокостные (Delphinieae) подсемейства Лютиковые (Ranunculoideae) семейства Лютиковые (Ranunculaceae) порядка Лютикоцветные (Ranunculales).
|  |                       |  |                                               |                                               |                                         |  | ещё четыре подсемейства (согласно Системе APG II) | ещё четыре подсемейства (согласно Системе APG II) |                                           |  |  |  | ещё 2 рода              | ещё 2 рода             |  |  |
|  |                       |  |                                               |                                               |                                         |  | ещё четыре подсемейства (согласно Системе APG II) | ещё четыре подсемейства (согласно Системе APG II) |                                           |  |  |  | ещё 2 рода              | ещё 2 рода             |  |  |
|  |                       |  |                                               | семейство Лютиковые                           |                                         |  |                                                   |                                                   | триба Живокостные                         |  |  |  |                         | вид Борец двуцветковый |  |  |
|  |                       |  |                                               | семейство Лютиковые                           |                                         |  |                                                   |                                                   | триба Живокостные                         |  |  |  |                         | вид Борец двуцветковый |  |  |
|  | порядок Лютикоцветные |  |                                               |                                               | подсемейство Лютиковые (Ranunculoideae) |  |                                                   |                                                   | род Борец, или Аконит                     |  |  |  |                         |                        |  |  |
|  | порядок Лютикоцветные |  |                                               |                                               |                                         |  |                                                   |                                                   |                                           |  |  |  |                         |                        |  |  |
|  |                       |  | ещё десять семейств (согласно Системе APG II) | ещё десять семейств (согласно Системе APG II) |                                         |  |                                                   | ещё восемь триб (согласно Системе APG II)         | ещё восемь триб (согласно Системе APG II) |  |  |  | ещё от 250 до 300 видов |                        |  |  |
|  |                       |  |                                               | ещё десять семейств (согласно Системе APG II) |                                         |  |                                                   |                                                   | ещё восемь триб (согласно Системе APG II) |  |  |  |                         |                        |  |  |